# 都市計画道路郷州沼崎線

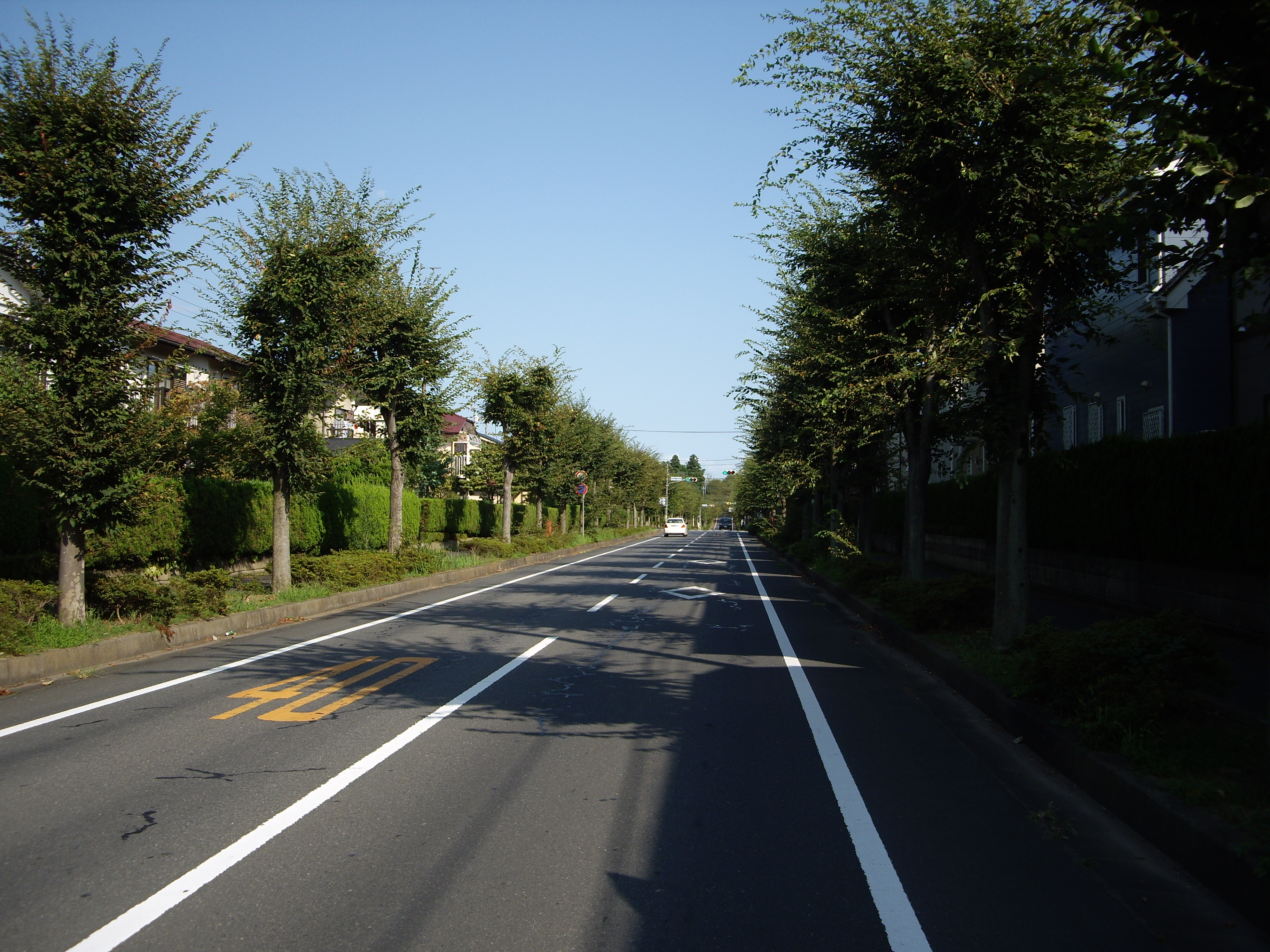
みずき野七丁目（けやき通り）

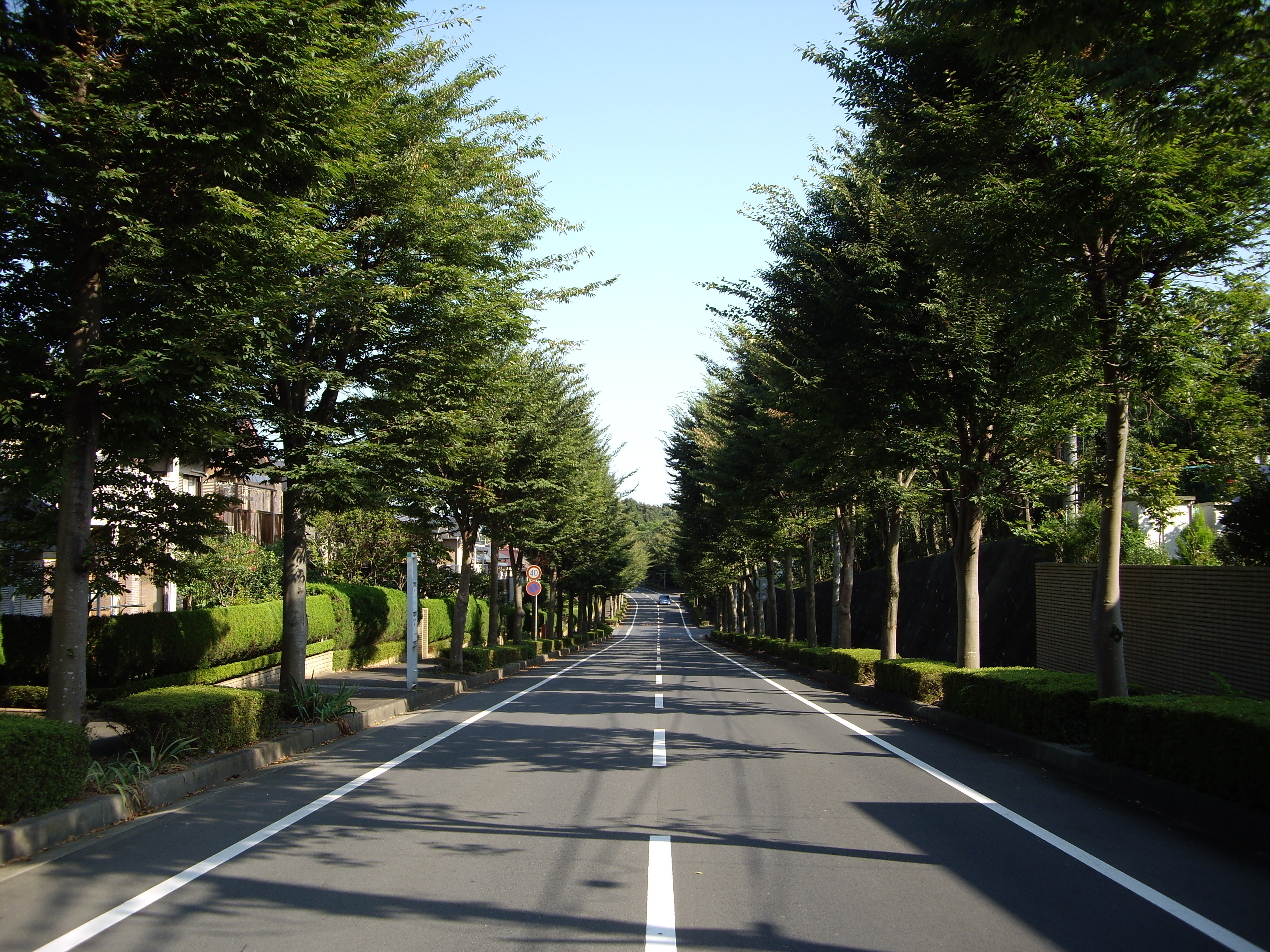
みずき野六丁目（けやき通り）

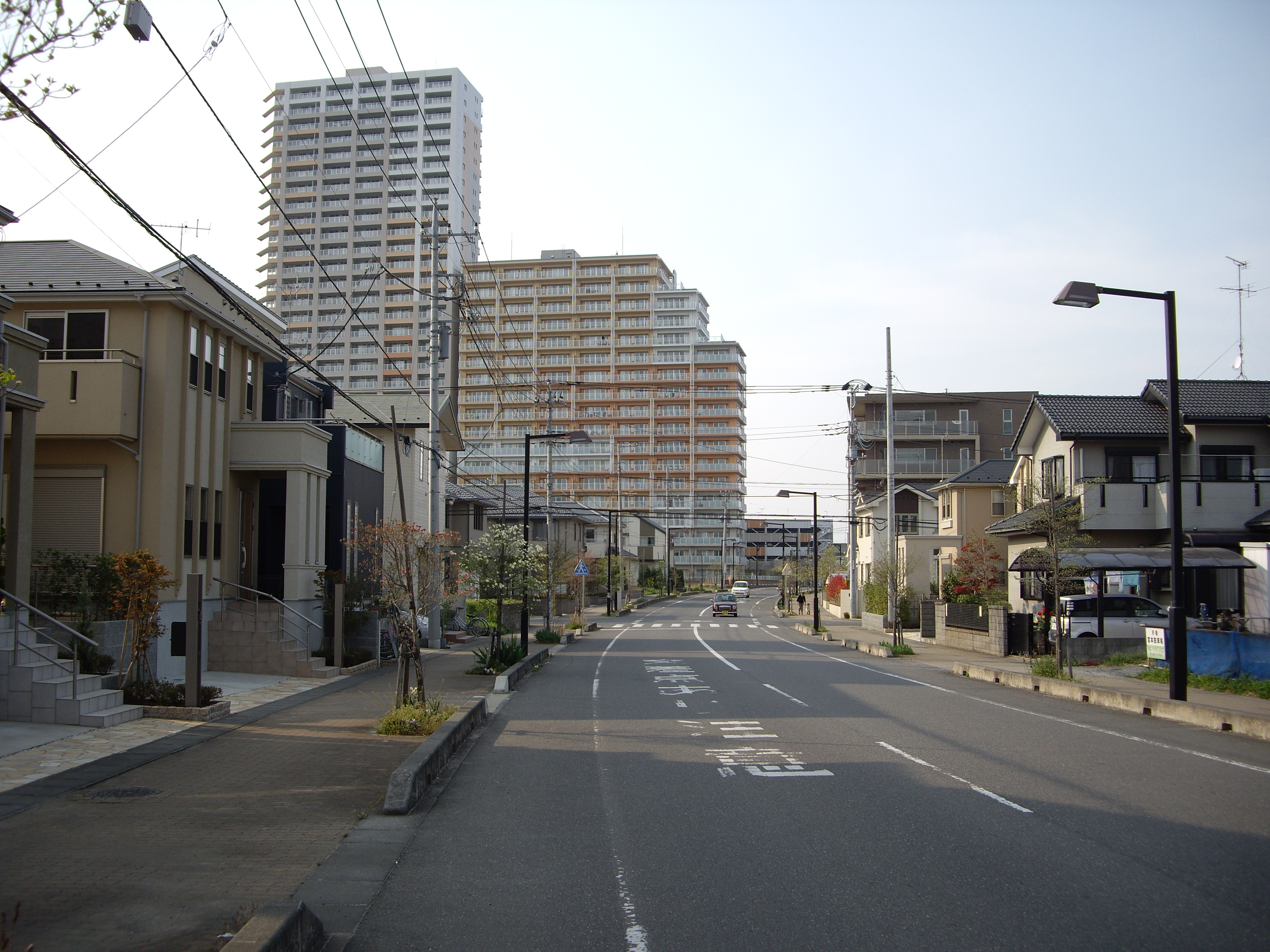
ひがし野三丁目

都市計画道路郷州沼崎線（としけいかくどうろごうしゅうぬまざきせん）は、茨城県守谷市の南北を結ぶ通りの1つである。大半が守谷市を通るが、終点付近はつくばみらい市に属する。

## 概要
守谷市の東部を南東から北へ横断する通りである。主に住宅街を通過し、早期に整備されたみずき野地区は木々が育ち、守谷市を代表する並木通りの1つとなっている。
- 起点：守谷市みずき野五丁目・みずき野交差点（県道谷井田稲戸井停車場線交点）
- 終点：つくばみらい市筒戸（銚子街道交点）
- 延長：3,220m
- 全通：2013年3月27日[1]

### けやき通り
みずき野十字路以東で直通する新道みずき野線と併せて、みずき野地内では｢けやき通り｣となっている。みずき野地区の中央を東西に結ぶ通りであり、その中央部には｢けやき通り中央｣バス停が存在する。また、守谷市内には｢けやき台｣という地名が存在するが、けやき台へ至る通りという意味ではなく、けやき並木の通りという意味である。

## 通過する自治体
- 守谷市 - つくばみらい市

## 交差・接続する道路
- 新道みずき野線（直通）
- いちょう通り（都市計画道路郷州戸頭線・茨城県道328号谷井田稲戸井停車場線）
- 都市軸道路
- 千葉県道・茨城県道46号野田牛久線
- 銚子街道（鎌倉街道）

## 沿線の主な施設
- ひがしクリニック慶友
- つくばエクスプレス総合基地